# Cabinet des Estampes et des Dessins de Liège
Le cabinet des Estampes et des Dessins de Liège est créé en 1952, grâce à l’initiative de Jules Bosmant, alors conservateur du musée des Beaux-Arts. Le cabinet est intégré aux collections du musée de La Boverie depuis 2016.

## Historique
L'institution est créée en 1952, sur l’initiative du Jules Bosmant, alors conservateur du musée des Beaux-Arts. Elle s’est constituée à partir des collections conservées à la bibliothèque de l'Académie et au musée des Beaux-Arts, ainsi qu’au musée d'Ansembourg et à la bibliothèque centrale de la ville,.
Jusqu'en 2011, le cabinet des Estampes et des Dessins était installé dans le palais des beaux-arts de Liège créé à l’occasion de l’Exposition universelle de 1905, situé dans le parc de la Boverie qui abritait le musée d'Art moderne et d'Art contemporain (MAMAC). À la suite de la rénovation et extension du bâtiment, les collections du cabinet ainsi que celles du MAMAC, du Fonds ancien et du musée de l'Art wallon sont rassemblées le temps des travaux au musée des Beaux-Arts jusqu'en 2016. Les collections sont alors transférées au nouveau musée de La Boverie,.

## Collections
Ses collections d'œuvres sur papier atteignaient quelque 40 000 pièces, estampes et dessins du XVIe siècle à nos jours, pour la plupart des œuvres d’artistes liégeois, mais aussi d’artistes des écoles allemande, flamande, française, hollandaise et italienne. Ce fonds important s’est constitué au fil du temps par des achats de la Ville de Liège, mais aussi grâce à de nombreux legs et dons d’artistes. La majeure partie des œuvres antérieures au XIXe siècle provient de la collection du chanoine Henri Hamal, dernier maître de chapelle de la cathédrale Saint-Lambert et grand collectionneur. Le legs Ulysse Capitaine représente 2 000 pièces dont des vues et plans anciens de Liège.

## Biennale internationale de gravure contemporaine
Le cabinet des estampes et des dessins de Liège organisait la Biennale internationale de gravure contemporaine, en partenariat avec le musée d'Art moderne et d'Art contemporain et l’asbl « Les Amis du cabinet des estampes et des dessins de la ville de Liège » les années impaires. Aujourd'hui, l'organisation de cet évènement a été reprise par La Boverie. Depuis 2021, la biennale est devenue triennale.